# Fruto
Em termos botânicos, o fruto é o órgão que procede a flor, formado pela maturação de um ou mais ovários, geralmente após a fecundação. Outras partes da flor além do ovário, como o cálice, o hipanto ou receptáculo floral, muitas vezes também participam da formação do fruto.
Os frutos são o meio pelo qual as plantas com flores (angiospermas) disseminam suas sementes. O fruto é uma das adaptações, juntamente com as flores, que tem contribuído para o sucesso evolutivo das angiospermas. A variedade de tipos de frutos que as angiospermas desenvolveram ao longo de sua evolução lhes permitiu invadir e conquistar diversos habitats terrestres, de modo que hoje representam 90% de todas as espécies de plantas terrestres.
Em gimnospermas e plantas sem flores não existem frutos verdadeiros. Embora existam espécies que desenvolvem estruturas carnosas (suculentas) externamente semelhantes a frutos, como é o caso de Ginkgo biloba, e outras que são comumente interpretadas como frutos, como pinhas, sua estrutura anatômica e seu desenvolvimento são diferentes aos dos frutos verdadeiros, de modo que não são classificadas dessa forma.

## Origem e desenvolvimento
Os frutos derivam da maturação do ovário de uma ou mais flores. O gineceu (órgão reprodutor feminino da flor, que contém os carpelos, formados por estigma, estilete e ovário) está situado no centro da flor e forma todo ou parte do fruto. Os óvulos estão situados dentro do ovário, onde começa uma complexa sequência de dupla fecundação. Este processo envolve a união de um gametófito feminino (megagametófito, também chamado de saco embrionário) com dois gametas masculinos (espermatozóides). Começa quando um grão de pólen adere ao estigma do carpelo, a estrutura reprodutiva feminina de uma flor. O grão de pólen então absorve umidade e começa a germinar, formando um tubo polínico que se estende até o ovário através do estilete. A ponta do tubo polínico então entra no ovário e penetra através da abertura da micrópila no óvulo. O tubo polínico libera os dois espermatozóides no megagametófito. Dentro do megagametófito um espermatozoide se une ao óvulo, formando um zigoto, enquanto o segundo espermatozoide entra na célula central formando a célula mãe do endosperma, que completa o processo de dupla fertilização. Mais tarde o zigoto dará origem ao embrião da semente, e a célula-mãe do endosperma dará origem ao endosperma, um tecido nutritivo utilizado pelo embrião.
À medida que os óvulos se desenvolvem em sementes, o ovário começa a amadurecer e a parede do ovário, o pericarpo, pode tornar-se carnosa (como nas bagas ou drupas), ou pode formar uma cobertura externa dura (como nas nozes). Em alguns frutos com várias sementes, a extensão em que uma estrutura carnosa se desenvolve é proporcional ao número de óvulos fertilizados. O pericarpo é tipicamente diferenciado três camadas distintas; estes são chamados de exocarpo (camada externa, também chamada de epicarpo), mesocarpo (camada intermediária) e endocarpo (camada interna).
Em alguns frutos, as sépalas, pétalas, estames e/ou o estilete da flor caem à medida que o fruto carnoso amadurece. No entanto, para frutos simples derivados de um ovário ínfero — ou seja, que se encontra abaixo da fixação de outras partes florais,— existem partes (incluindo pétalas, sépalas e estames) que se fundem com o ovário e amadurecem com ele. Nesse caso, quando outras partes florais que não o ovário formam uma parte significativa do fruto que se desenvolve, este é chamado de pseudofruto ou fruto acessório.
Como várias partes da flor além do ovário podem contribuir para a estrutura de uma fruta, é importante estudar a estrutura da flor para entender como uma determinada fruta se forma. Existem três modos gerais de desenvolvimento de frutos:
- Frutos apocárpicos desenvolvem-se a partir de uma única flor com ovário dialicarpelar (enquanto têm um ou mais carpelos separados, não fundidos).
- Frutos sincárpicos se desenvolvem a partir de um único gineceu de uma flor com ovário gamocarpelar (com dois ou mais carpelos fundidos).
- Frutos múltiplos se formam a partir de uma inflorescência de flores.

A exatidão da ocorrência desses processos é finamente regulada por um conjunto amplo de genes e proteínas que são produzidos nas células em momentos e quantidades específicas, fazendo sua função e dando sinais para que outros genes e proteínas sejam produzidos ou destruídos. Atuando como uma orquestra, inúmeras diferentes moléculas interagem de forma coordenada de modo que essas estruturas florais se transformem em um fruto como conhecemos.
Segundo registros fósseis,os primeiros frutos não passavam de folhas carpelares, como as encontradas em Gimnospermas, porém fechadas sobre as sementes, formando folículos. Os frutos mais simples nas espécies atuais possuem estrutura similar, foliculares, mas os mais comuns são frutos formados pela combinação de vários carpelos unidos entre si.

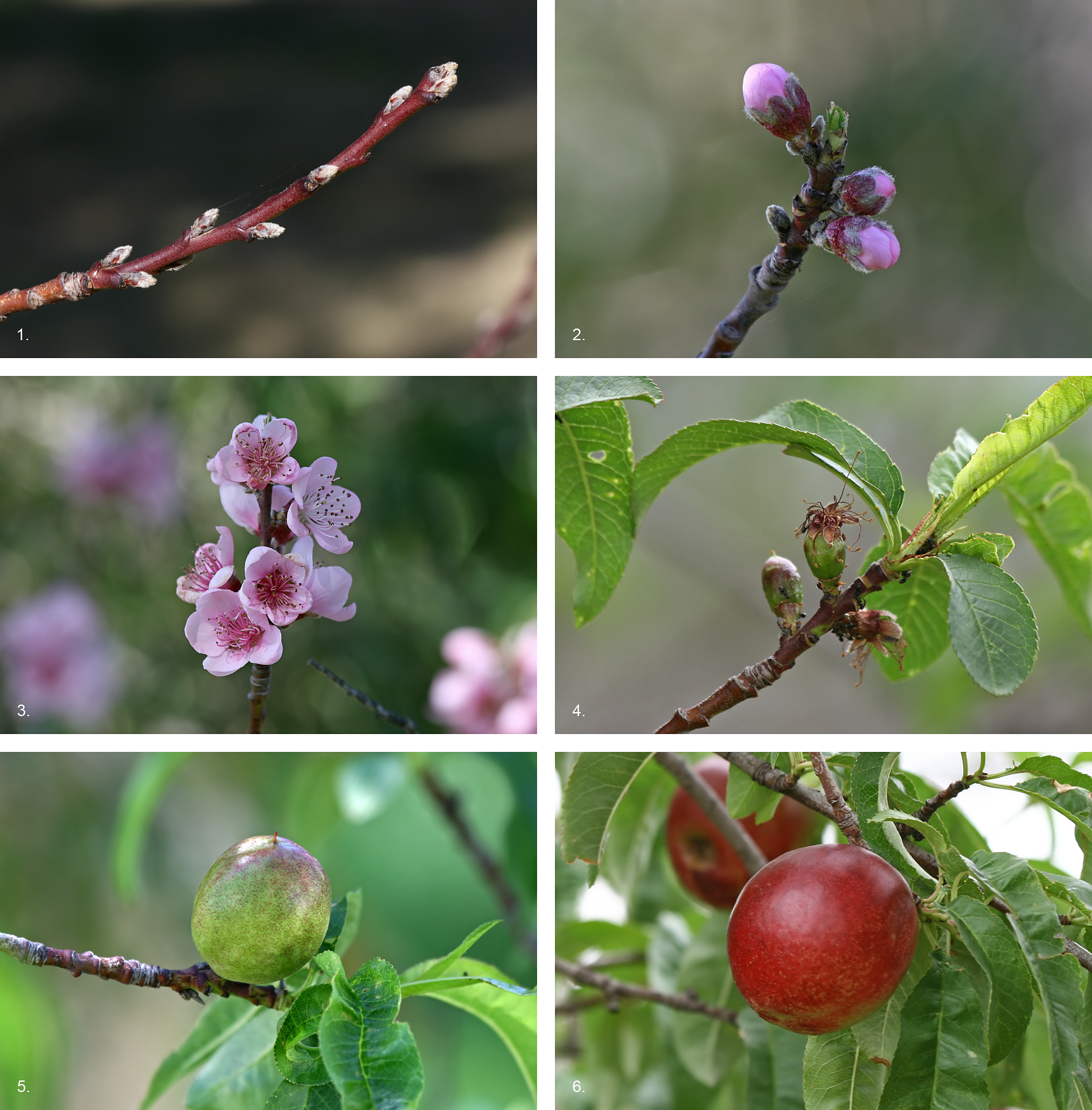
A sequência de desenvolvimento de uma drupa típica, a nectarina (Prunus persica) durante um período de 7,5 meses, desde a formação dos botões no início do inverno até o amadurecimento dos frutos no meio do verão.
Partes de uma flor.
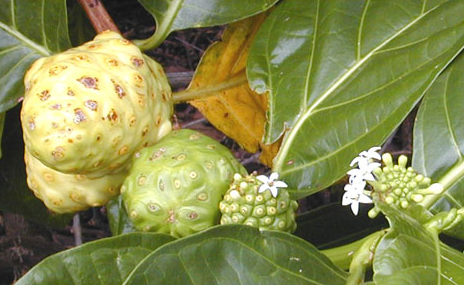
No noni, as flores são produzidas em sequência temporal ao longo do caule. É possível ver uma progressão da floração, desenvolvimento dos frutos e amadurecimento dos frutos.

## Estrutura
O fruto é constituído por duas partes fundamentais: o pericarpo (originado da parede do ovário), que constitui o próprio fruto, e a semente. De modo geral, o pericarpo é dividido em três camadas:
- Epicarpo ou exocarpo: a camada mais externa do pericarpo dos frutos, que origina-se da epiderme externa do ovário.
- Mesocarpo: camada intermediária do pericarpo dos frutos, que fica imediatamente abaixo do epicarpo. Provém do mesofilo carpelar.
- Endocarpo: camada mais interna, normalmente a camada mais rígida que envolve as sementes. Origina-se da epiderme interna da folha carpelar.

Há muitas variações na aparência e na consistência destas camadas. Em frutos secos, é comum o mesocarpo ou o epicarpo estarem suprimidos, enquanto a camada restante assume consistência lenhosa. Em frutas do tipo baga, como o tomate, o pericarpo é carnoso, enquanto que em frutos do tipo drupa, como em ameixas e pêssegos, a parte suculenta é formada pelo mesocarpo, enquanto o "caroço" corresponde ao endocarpo fibroso envolvendo a semente. Nas melancias, o mesocarpo e uma camada espessa e resistente, e o endocarpo corresponde à polpa vermelha em seu interior. Enfim, todos os frutos partem do mesmo plano básico de três camadas, cada um derivando-se de uma maneira ou de outra em direção a características próprias.

## Função
A função primordial dos frutos é a proteção da semente em desenvolvimento, e é a principal razão atribuída pelos estudiosos ao fechamento dos carpelos nas primeiras Angiospermas. Ao longo de sua evolução, as plantas com flores e frutos desenvolveram novos tipos de frutos, e novas estratégias para a dispersão das sementes contidas neles, de forma que nas espécies atuais há uma variedade imensa de cores, formas, estruturas acessórias e sabores, cada qual especializada em uma forma diferente de dispersão de sementes.
As variações nas estruturas dos frutos dependem em grande parte dos modos de dispersão associados às suas sementes. Há frutos que secam e abrem-se na maturação, simplesmente liberando as sementes sobre o solo. Outros, ao se abrir, expelem as sementes de forma explosiva, arremessando-as a grandes distâncias. Os frutos carnosos normalmente dependem de animais, que carregam os frutos para outros lugares, ou os ingerem, e carregam suas sementes no trato digestivo para serem liberadas longe do local de origem. Certos frutos armados de espinhos agarram-se à pelagem de mamíferos ou penugem de aves, e assim percorrem grandes distâncias. Há ainda frutos providos de alas e pelos, que permitem que flutuem por alguns momentos.

## Classificação
Os frutos são classificados de diferentes maneiras e com base em diferentes critérios.
Um dos critérios de classificação mais utilizados atualmente é de acordo com a origem e com o modo de desenvolvimento dos frutos, que são classificados em três grupos principais: frutos simples, frutos agregados e frutos múltiplos (ou compostos). Os agrupamentos refletem como o ovário e outros órgãos florais estão dispostos e como os frutos se desenvolvem, mas não são evolutivamente relevantes, pois diversos táxons de plantas podem estar no mesmo grupo.
Os frutos simples são aqueles originários de um ovário gamocarpelar, isto é, cujos carpelos estão fusionados entre si. Este é o caso da maioria dos frutos, como o maracujá, o tomate, etc. Os frutos agregados são aqueles que originam-se de um ovário dialicarpelar, isto é, que possuem carpelos separados desde a flor e que se desenvolvem separadamente. Os frutos múltiplos ou compostos, também chamados de infrutescências, são aqueles que se originam de inflorescências, como o abacaxi.
Os frutos também podem ser classificados com base na textura do pericarpo como carnosos (que apresentam pericarpo suculento), secos ou duros, e quanto à abertura, como deiscentes (que abrem-se na maturação) ou indeiscentes (que não se abrem espontaneamente).
- Os tipos de frutos carnosos incluem:[1]

-   - Drupa: fruto simples, carnoso e indeiscente, geralmente unicarpelar, endocarpo endurecido e concrescente com semente única formando um caroço, como o pêssego, a ameixa, a azeitona, etc.
  - Baga: fruto simples, indeiscente, com um ou mais carpelos e sementes, como o tomate, o maracujá, a uva, a goiaba, etc.
  - Hesperídio: tipo de baga, proveniente de ovário súpero, cuja casca (epicarpo) tipicamente contendo essências, envolve o endocarpo membranoso, sendo este revestido internamente por numerosos pelos suculentos que constituem a parte comestível; é típico do gênero Citrus, ao qual pertencem a laranja, a tangerina e o limão.
  - Pepônio: tipo de baga, proveniente de ovário ínfero, que contém mesocarpo volumoso e carnoso; típico das plantas da família Cucurbitaceae, como o pepino, a abóbora, etc.
  - Pomo: pseudofruto cuja porção carnosa é derivada do receptáculo floral, como a maçã, a pera e o marmelo.

- Os tipos de frutos secos deiscentes incluem:[1]
  - Folículo: abre-se através de uma única fenda longitudinal, como o fruto da magnólia, a esporinha, etc.
  - Cápsula: fruto seco que se abre através de poros ou por fendas longitudinais, por exemplo: papoula, mamona, tabaco, paineira, algodão, etc.
  - Legume: abre-se através de duas fendas longitudinais. Característico da família Fabaceae (Leguminosae), que inclui o feijão, a soja, a ervilha, o amendoim, a fava, etc.
  - Pixídio: abre-se através de um septo transversal, preparando-se uma espécie de "tampinha" conhecida por opérculo, por exemplo: jequitibá, eucalipto, sapucaia, etc.
  - Síliqua: abre-se por quatro fendas longitudinais, deixando um septo mediano, por exemplo: ''crucíferas'' como couve e repolho, etc.

- Os tipos de frutos secos indeiscentes incluem:[1]
  - Aquênio: fruto seco indeiscente em que o pericarpo seco está totalmente aderido a uma única semente, apenas em um ponto, como o girassol, etc.
  - Cariopse ou Grão: fruto seco indeiscente, o pericarpo seco está totalmente aderido a uma única semente, porém difere dos Aquênios e caracteriza as gramíneas, por exemplo: milho, arroz, trigo, aveia, cevada, alpiste, etc.
  - Sâmara: fruto seco indeiscente, o pericarpo seco forma expansões aladas, por exemplo: tipuna, pau-d'alho
  - Noz:  um fruto seco com apenas uma semente (raramente duas) no qual a parede do ovário ou parte dela torna-se muito dura na maturidade, por exemplo: avelã, bolota, etc.

## Frutos sem semente
A ausência de sementes é uma característica importante de alguns frutos comumente comercializados. Em algumas espécies, a ausência de sementes é o resultado da partenocarpia, onde os frutos se desenvolvem sem fertilização, e esses frutos são denominados frutos partenocárpicos. A frutificação partenocárpica pode (ou não) exigir polinização, mas a maioria das frutas cítricas sem sementes requer um estímulo da polinização para produzir frutos. Bananas e uvas sem sementes são triplóides, e a ausência de sementes resulta do aborto da planta embrionária que é produzida pela fertilização, um fenômeno conhecido como estenospermocarpia, que requer polinização e fertilização normais.

## Confusão conceitual: "Frutos", "Frutas" e "Legumes"
Fruta não é uma termologia botânica, é o nome vulgar dado aos frutos e pseudofrutos comestíveis de sabor adocicado. Em razão do leve gosto adocicado do tomate, não é incomum que muitas pessoas o enquadrem como fruta, o que não está necessariamente errado. Vulgarmente este fruto é chamado de legume, mas como veremos mais a frente, botanicamente, não o é. Em termos botânicos, legume é um tipo de fruto característico da família Fabaceae (leguminosas) e, inclusive, compreende frutos adocicados como o ingá. No Brasil, este termo também é vulgarmente usado para nomear frutos não adocicados, como grande parte dos legumes (no sentido botânico), além de raízes e caules subterrâneos comestíveis.

## Pseudofrutos

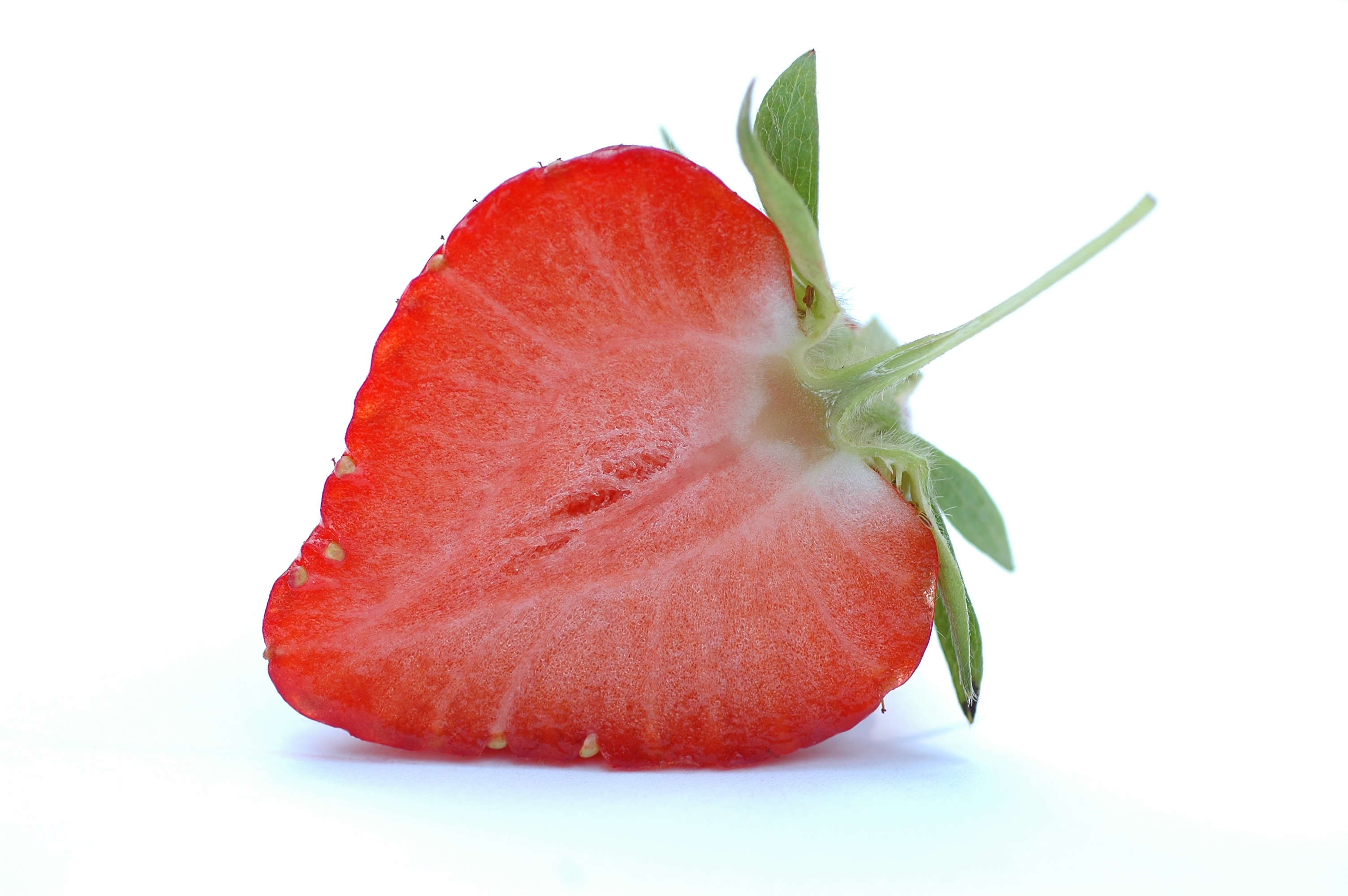
Um morango partido ao meio (Pseudofruto)

Os pseudofrutos ou frutos acessórios são aqueles cuja parte carnosa desenvolve-se de outras peças florais, como o hipanto, o receptáculo floral e o pedúnculo. Os pseudofrutos também podem ser classificados como simples, agregados ou múltiplos (ou compostos), assim como os frutos verdadeiros. Exemplos de pseudofrutos incluem o morango (cuja parte carnosa é constituída pelo receptáculo floral, enquanto que os verdadeiros frutos são as pequenas estruturas parecidas com sementes, que são frutos agregados e secos do tipo aquênio), a maçã (também derivada do receptáculo, sendo classificada como pomo) e o caju (cuja parte carnosa deriva principalmente do pedúnculo). No abacaxi, a parte comestível é originada através do desenvolvimento do receptáculo e de outras peças florais. O fruto propriamente dito são as escamas da casca, que, unidas, formam um fruto múltiplo, originado de uma inflorescência.